# Dispositiu intrauterí

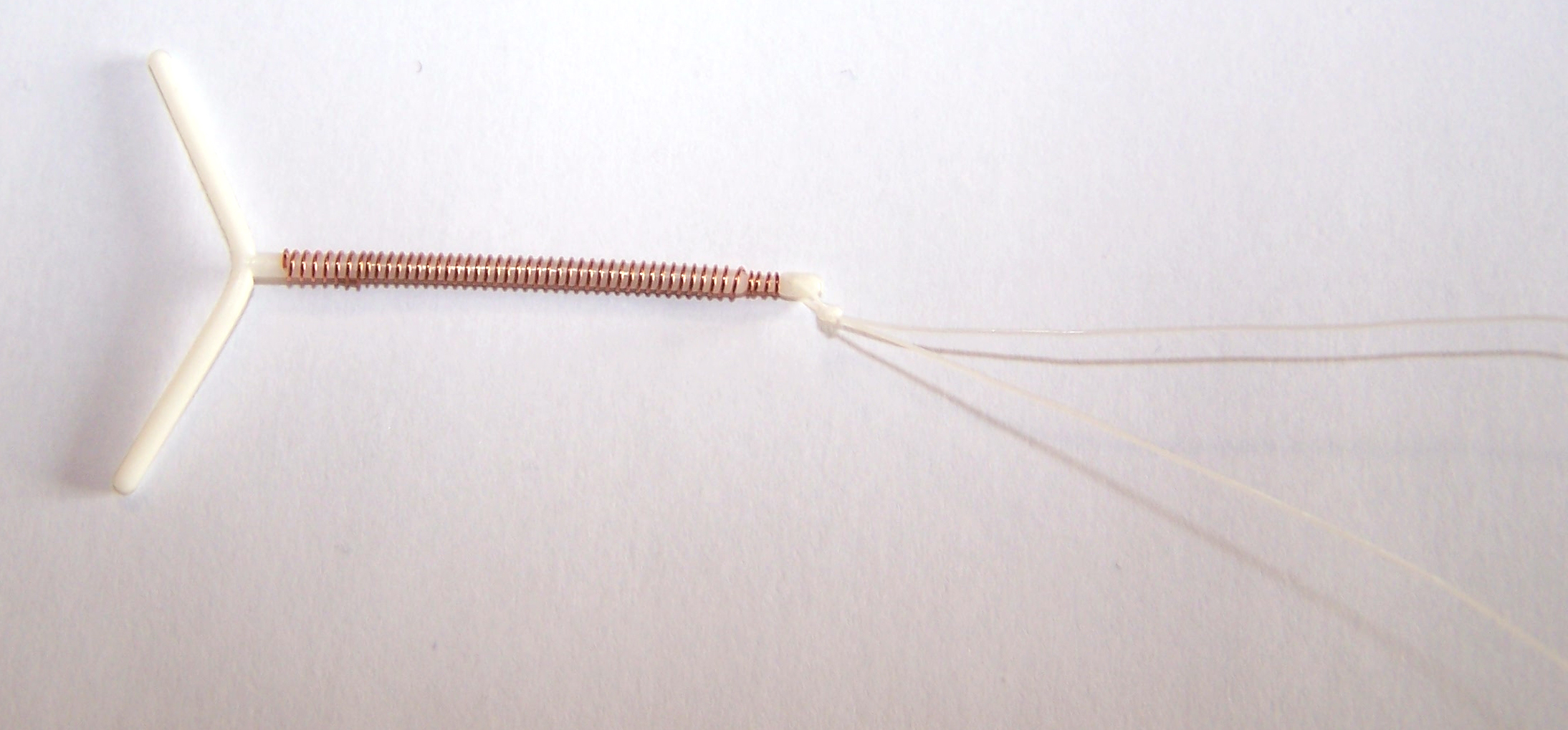
Un dispositiu intrauterí de coure amb forma de T.

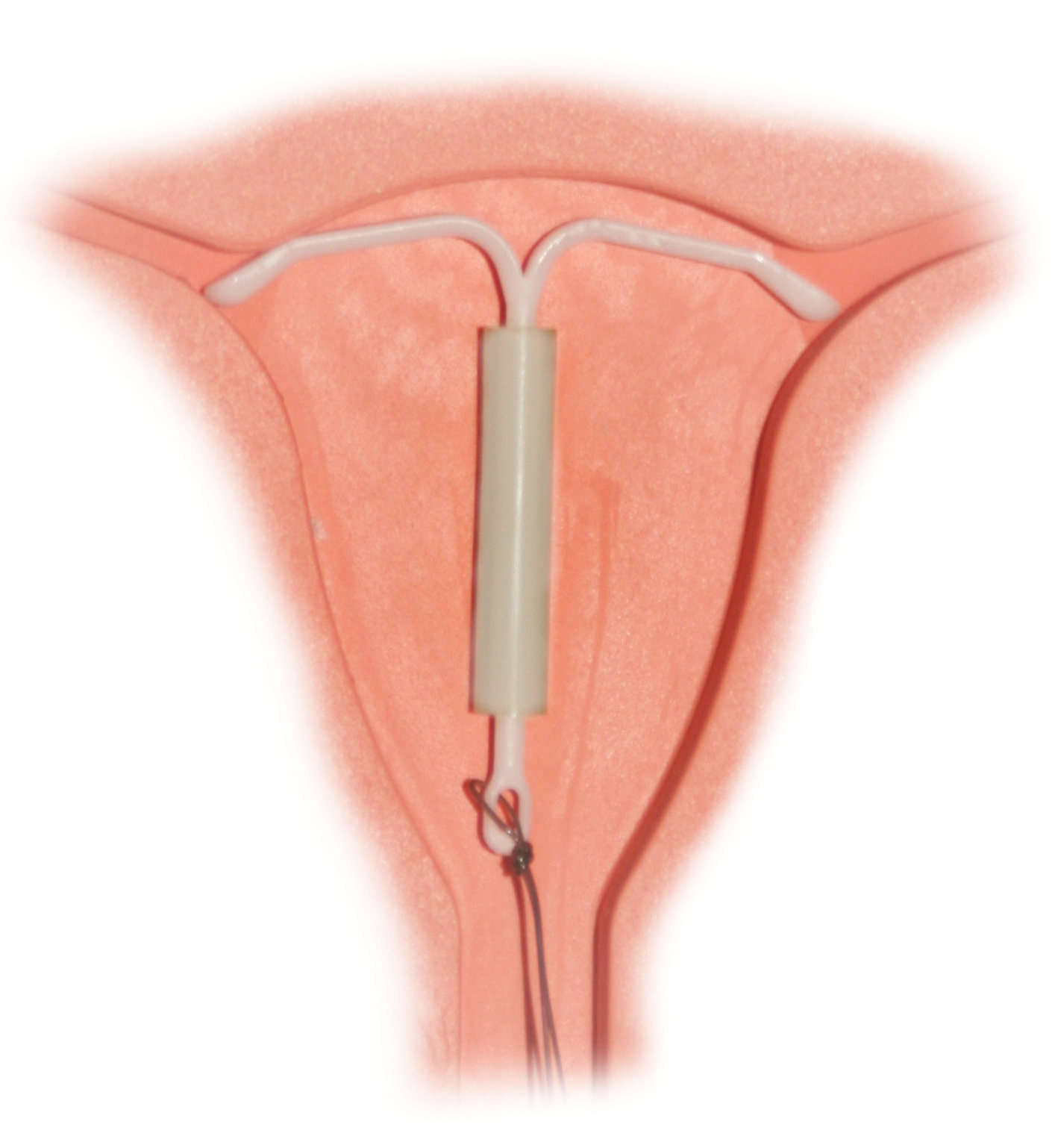
Un dispositiu intrauterí de levonorgestrel dins d'una maqueta que simula un úter.

El dispositiu intrauterí o DIU és un mètode anticonceptiu que consisteix en la introducció a l'interior de l'úter d'una petita peça, usualment plàstica i flexible, que per les seves característiques fisicoquímiques, impedeix l'embaràs. Encara que l'acció anticonceptiva principal del DIU consisteix a evitar que l'esperma arribi a l'òvul per fertilitzar, part de la seva probabilitat d'èxit depèn també de la seva habilitat per impedir que un òvul fecundat s'adhereixi a l'úter.
Els DIU són productes sanitaris per la qual cosa han de complir els requisits sanitaris establerts a aquests productes a cada país o regió, en el cas d'Europa han de portar el marcatge CE de conformitat. El DIU, amb més d'un 99% d'eficàcia (més que el condó i la píndola anticonceptiva, per exemple), és el mètode anticonceptiu reversible més freqüentment utilitzat en el món, usat actualment per uns 160 milions de dones, poc més de dos terços de les quals estan a la Xina on és el mètode anticonceptiu més utilitzat, fins i tot per sobre de l'esterilització. Per a això el dispositiu ha de ser introduït i extret de l'úter per un professional de la salut qualificat.
El DIU roman a l'úter contínuament mentre que no es desitgi l'embaràs. Depenent del tipus de DIU usat al món, un sol DIU es pot dissenyar per a tenir una eficàcia d'entre 2 i 10 anys, i n'hi pot haver de fins a 12 anys. Als Països Catalans però duren cinc anys (es pot treure abans, si es vol) i n'hi ha de dos tipus: de coure o de levonorgestrel, aquest darrer és hormonal i es ven amb la marca comercial de Mirena®.
L'efecte del DIU és reversible; un cop retirat, les dones poden quedar embarassades amb un nivell de fertilitat equivalent al d'aquelles de la mateixa franja d'edat que no n'hagin utilitzat.

## Història
Els primers a utilitzar van ser els comerciants àrabs, que inserien pedres a l'úter de les camelles per evitar que resultessin embarassades en les caravanes.

## Epidemiologia
S'estima que és el segon sistema de planificació familiar més utilitzat en el món, després de l'esterilització femenina, encara que és més popular en els països en vies de desenvolupament que en els desenvolupats (als Estats Units, Canadà i Austràlia només el 4% les dones en edat reproductiva l'utilitza) ...

## Classificació
Hi ha dos tipus principals de dispositius intrauterins, els que són inerts basats en coure i aquells basats en hormones que funcionen per l'alliberament de progestàgens, que a Espanya és el levonorgestrel. En ambdós casos és el ginecòleg o ginecòloga qui el col·loca a l'interior de l'úter de la usuària. Els dos tipus s'han de retirar de l'úter al cap de cinc anys, que és el que dura la seva eficàcia anticonceptiva, i canviar-lo per un altre, si es vol.
Tots els DIU tenen un nombre associat als seus noms, el qual indica la superfície d'àrea continguda pel coure (en mil·límetres quadrats) que proveeix el DIU.

### DIU de coure
El dispositiu intrauterí (DIU) de coure és una petita peça de plàstic flexible recoberta amb fil de coure. La inserció d'aquesta peça és senzilla, i es col·loca durant la menstruació. N'hi ha de diferents menes i models: pot tenir forma de T o bé ramificada, amb dues banyes que formen una mena d'òval. El tronc vertical està envoltat per un fil prim de coure que s'hi enrotlla. És un mètode molt segur però poc recomanable fer-lo servir si no tens parella estable. En aquest cas es recomana la utilització del preservatiu. No protegeix contra les infeccions de transmissió sexual ni contra la sida.
L'eficàcia del DIU de coure és del 99,2%, és a dir que de 1000 dones que l'utilitzen, hi ha 8 casos d'embaràs en un any.

### DIU hormonal de levonorgestrel
El dispositiu intrauterí (DIU) hormonal de levonorgestrel és un dispositiu intrauterí en forma de T que conté levonorgestrel (una de les hormones que produeix l'organisme de la dona) que es va alliberant lentament. A més de l'efecte anticonceptiu, té uns altres efectes favorables: disminueix la durada de la menstruació i redueix l'aparició de miomes uterins, per la qual cosa és indicat en el tractament d'aquests trastorns. No protegeix contra les infeccions de transmissió sexual ni contra la sida. A Espanya només n'hi ha un al mercat, de marca comercial Mirena®. Aquests dispositius no estan envoltats per cap fil metàl·lic.
Aquest mètode influeix en la regla, perquè produeix una reducció en la quantitat de flux menstrual, i fins i tot pot arribar a fer desaparèixer completament la menstruació. Això no comporta cap risc per a la salut ni significa que hagi arribat la menopausa ni que la dona estigui embarassada.
L'eficàcia del DIU de levonorgestrel és superior al del DIU de coure. En aquest DIU és del 99,8%, és a dir que de 100 dones que l'utilitzen, hi ha 0'2 casos d'embaràs en un any, el segon més baix dels mètodes no permanents, després de l'implant subcutani.

## Efectivitat
Segons un estudi realitzat a Granada entre els anys 2003 i 2005, el major realitzat a Espanya fins a 2009, la taxa d'error anual (nombre d'embarassos anuals per a cada cent dones usuàries) amb DIU de coure és del 0,8% i la del DIU de levonorgestrel és del 0,2%, essent, a títol comparatiu, d'un 0,5% la de la lligadura de trompes i d'un 8% la de la píndola anticonceptiva clàssica.
A nivell mundial, els models més antics de DIU amb taxes d'efectivitat més baixes han deixat de ser produïdes pel mercat. Tots els DIU de segona generació de coure en forma de T tenen una taxa d'error menor a l'1% cada any i una taxa d'error acumulat per 10 anys (la suma de taxes anuals de deu anys) d'entre un 2% i un 6%. Un assaig a gran escala per l'Organització Mundial de la Salut va reportar un error acumulatiu per 12 anys per al T380A del 2,2%, o una taxa de 0,18% d'errors cada any durant 12 anys, un valor equivalent a la lligadura de trompes que té un error per 10 anys de l'1,8%.

## Mecanisme d'acció
La presència del dispositiu a l'úter estimula l'alliberament de leucòcits i prostaglandines per l'endometri, com a part d'una reacció a cos estrany. Aquestes substàncies són hostils tant per a l'espermatozoide com per als ous fecundats i els zigots. La presència de coure incrementa l'efecte espermicida.
Els DIU no posseeixen elements protectors en contra d'una malaltia de transmissió sexual o la malaltia inflamatòria pelviana. Els DIU no hormonals de coure són considerats segurs durant la lactància.
Per tant, el mecanisme dels DIU és l'espermaticida/ovicida, i alguns metges i grups pro-vida cristians creuen que els mètodes post-fertilització contribueixen significativament a la seva efectivitat. Per tant, com es defineix en alguns organismes que la fertilització és el començament de l'embaràs, aquesta manera d'acció secundari ha fet que alguns individus i organitzacions pro-vida etiquetin als DIU com abortius.

## Contraindicacions
L'Organització Mundial per la Salut i el seu capítol Criteris d'elegibilitat Mèdica per a l'Ús de Contraceptius i la RCOG Faculty of Family Planning & Reproductive Health Care (FFPRHC) en UK Medical Eligibility Criteria for Contraceptive Use fan un llistat de les següents condicions en les que la inserció d'un DIU no és usualment recomanat (categoria 3) o condicions on un DIU no ha de ser inserit (categoria 4):

### Categoria 3
Condicions on els riscos teòrics o comprovats en general són de major pes que els avantatges de la inserció d'un DIU:
- Puerperi entre 48 hores i 4 setmanes per tenir un augmentat risc d'expulsió;
- Malaltia trofoblàstica gestacional benigna;
- Càncer d'ovari;
- Probabilitat individual elevada d'una exposició recent a gonorrea o Clamidia transmesa sexualment;
- SIDA (a menys que estigui clínicament ben establerta una teràpia anti-retroviral).

### Categoria 4
Condicions que representen un risc no acceptable per a la salut si s'insereix un DIU:
- Embaràs;
- Puerperi postpart sèptic;
- Avortament immediatament post-sèptic;
- Abans d'una avaluació per un sagnat vaginal no explicat en què se sospiti una malaltia greu;
- Malaltia trofoblàstica gestacional maligna
- Càncer d'endometri
- Distorsions en la cavitat uterina per raó de fibromes uterins o anormalitats anatòmiques;
- Malaltia inflamatòria pelviana actual;
- Cervicitis purulenta actual, infecció per Clamidia o gonorrea;
- Tuberculosi pelviana.

Hi ha certa preocupació en dones amb sensibilitat al metall del coure o níquel per la possibilitat d'una reacció adversa al DIU. El metall usat és 99,99% coure, en què un estudi va trobar un màxim contingut de níquel del 0,001%. Per raó que el níquel té un elevat potencial al·lergènic, alguns investigadors suggereixen que fins i tot aquesta minúscula quantitat pot arribar a ser problemàtica. Alguns informes presenten casos amb dermatitis eczematosa i urticària en un petit grup de pacients amb DIU de coure o níquel per absorció sistèmica. No obstant això, l'absorció diària del metall és molt menor a l'absorció diària del mateix metall en la dieta, pel que molts dermatòlegs dubten que els símptomes descrits en aquests casos hagin estat causats per sensibilitat al metall.
Tot i que les dones que mai han donat a llum (nulíparas) tenen un major risc d'efectes secundaris, això no és una contraindicació per a l'ús de DIU. Alguns professionals de la salut prefereixen inserir els DIU durant la menstruació per tal de verificar que la pacient no estigui embarassada en el moment de la inserció. No obstant això, els DIU poden ser inserits en qualsevol dia del cicle menstrual, amb l'excepció que la pacient estigui embarassada o se sospiti la fecundació. La inserció pot resultar més còmoda durant la meitat del cicle, quan el cèrvix està naturalment dilatat.

## Mètode d'emergència
En cas d'emergència, si per exemple es trenca el preservatiu, d'un coit no protegit o que s'hagi utilitzat malament el mètode contraceptiu habitual, a més de la píndola de l'endemà hi ha altres alternatives. Una d'elles és aprofitar per començar a utilitzar el DIU. Això es pot fer si han passat entre 3 i 5 dies després de la relació sexual no protegida, evitarà l'embaràs a causa d'aquesta (no el contagi de malalties) i protegirà per a més endavant. Cal que sigui un professional sanitari (llevadora o ginecòloga) qui el posi.